# Орхан Чикирикчи
Орхан Чикирикчи (тур. Orhan Çıkırıkçı, нар. 15 квітня 1967, Киркларелі) — турецький футболіст, що грав на позиції лівого півзахисника, зокрема за «Трабзонспор» та національну збірну Туреччини.

## Клубна кар'єра
У дорослому футболі дебютував 1986 року у складі друголігового «Чорлуспора». Згодом частину сезону 1988/89 відіграв за «Ескішехірспор», одного з аутсайдерів найвищого дивізіону Туреччини.
Своєю грою за останню команду привернув увагу представників тренерського штабу «Трабзонспора», одного з лідерів тогочасного турецького футболу. Приєднався до складу команди з Трабзона влітку 1989 року. Відразу став основним лівим півзахисником команди і відіграв за неї наступні дванадцять сезонів своєї ігрової кар'єри, взявши за цей час участь у понад 300 іграх турецького найвищого дивізіону. За цей період двічі, у 1992 і  1995 роках, вигравав у складі «Трабзонспора» Кубок Туреччини.
Завершував ігрову кар'єру у друголіговому «Себатспорі» в сезоні 2001/02.

## Виступи за збірну
1991 року дебютував в офіційних матчах у складі національної збірної Туреччини.
У складі збірної був учасником чемпіонату Європи 1996 року в Англії, де виходив на поле в одній грі групового етапу, який туркам подолати не вдалося.
Загалом протягом кар'єри в національній команді, яка тривала 6 років, провів у її формі 28 матчів, забивши 2 голи.

## Титули і досягнення
- Володар Кубка Туреччини з футболу (2):

«Трабзонспор»: 1991/92, 1994/95